# Estadi de Sarrià
Estadi de Sarrià var et stadion i Barcelona, Catalonien, Spanien. Det blev åbnet 18. februar 1923 og blev oprindeligt brugt som hjemmebane for RCD Espanyol. Stadionet havde en kapacitet på 43.667.

41°23′35″N 2°08′00″Ø / 41.3931°N 2.1333°Ø